# Bandeira da Virgínia Ocidental

Bandeira da Virgínia Ocidental.

A Bandeira da Virgínia Ocidental consiste no selo do estado em um fundo branco com uma borda azul.
Foi adotada em 7 de março de 1929.